# چغابنوت
چُغابُنوت مربوط به دوران پیش از تاریخ ایران باستان است و در شهرستان دزفول، ۶ کیلومتری غرب چغامیش واقع شده و این اثر در تاریخ ۲۵ اسفند ۱۳۷۹ با شمارهٔ ثبت ۳۲۳۲ به‌عنوان یکی از آثار ملی ایران به ثبت رسیده است.
چغابنوت در دوران نوسنگی پیش‌ازسفال و اوایل دوران نوسنگی باسفال مسکون بوده است.
در بازمانده‌های دوران نوسنگی پیش‌ازسفال مجموعه‌ای از اجاق‌ها یا گودال‌های آتش کاوش شده ولی خانه‌ای از این دوران یافت نشده است. از سکونت‌گاه باسفال (معروف به فاز ۰) خانه‌های خشتی کوچکی بازمانده است.
- فهرست آثار ملی ایران
- سازمان میراث فرهنگی، صنایع دستی و گردشگری